# Distributa
Die Distributa-Unternehmensgruppe mit Sitz in Saarlouis war ein deutsches Handelsunternehmen. Distributa lag im Jahr 2005 unter den größten Handelsunternehmen in Deutschland auf Platz 26 mit 603 Mio. Euro Umsatz. 2006 belief sich der Umsatz auf 589 Mio. Euro. Beschäftigt waren zu dieser Zeit insgesamt 3000 Mitarbeiter. Seit dem Verkauf der operativen Sparten hela Fachmärkte und Accord-Supermärkte betreibt die Gruppe kein operatives Geschäft mehr.
Distributa war Mitglied der Untergruppe BBB&R der Handelskooperation Markant AG.

## Geschichte

### Gründung von hela
Nach dem Hela-Gründer Heinrich Lampert senior zuvor bereits Teilhaber einer Kolonialwarenhandlung in Saarbrücken war, gründet er am 1. April 1884 sein eigenes Unternehmen. Das auf den Namen Heinrich Kolonialwaren-Großhandlung getaufte Unternehmen, das zunächst im ehemaligen Hotel Guépratte in Saarbrücken ansässig war und später mangels Platz umzog, wurde 1903 von seinen Erben unter der Leitung seines ältesten Sohns Heinrich Lampert junior fortgeführt. Unter seiner Führung entstanden verschiedene Produktionsbereiche der Lebensmittelproduktion, darunter eine eigene Kaffeerösterei und Weinkellereien. Zwischenzeitlich firmierte das Unternehmen auf Heinrich Lampert GmbH um. Die Folgen des Ersten Weltkriegs bemerkte auch das Unternehmen, das fortan Waren aus Frankreich importieren musste. 1928 wurde der Name HeLa etabliert.

### Gründung des Distributa-Vorgängers
Gegründet wurde das Vorgängerunternehmen von Distributa 1903 von Johann Spanier als Kolonialwarenhandlung. In den 1920er-Jahren wurde diese um einen ersten Großhandel ergänzt, dem 1960 weitere folgten. Nachdem 1957 das Saarland per Volksabstimmung zu Deutschland gekommen war, wurde das Unternehmen J. Spanier Mitglied der Handelskette VIVO und später auch der IFA. In seiner größten Ausdehnung belieferte das Unternehmen an die 400 Lebensmittelgeschäfte im Saarland.

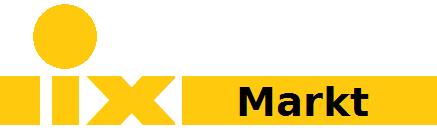
Logo der IX-Märkte

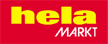
Logo der hela SB-Warenhäuser

1963 wurde die heutige Unternehmenszentrale mit Großhandel und Cash & Carry in Saarlouis errichtet, wenige Jahre darauf die ersten Verbrauchermärkte eröffnet. 1969 übernahm J. Spanier den Konkurrenten Hela und eröffnete noch im selben Jahr erstmals ein SB-Warenhaus in Saarbrücken unter dem Namen hela center. Ab 1970 eröffneten kleinere Supermärkte unter dem Namen IX-MARKT. Das Unternehmen weitete seine Standorte in der Folgezeit massiv auf weitere Bundesländer aus.

### Entstehung der Unternehmensgruppe

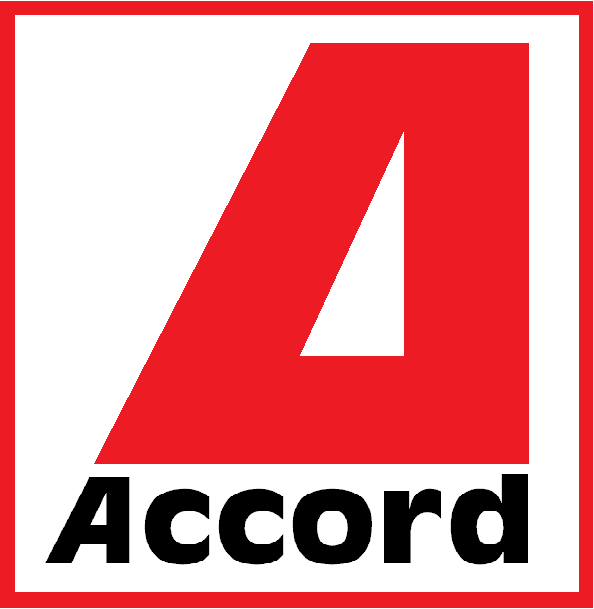
Logo der Accord Märkte

1972 wurde die Unternehmensgruppe Distributa errichtet, die 1977 unter der Bezeichnung hela Baupark den ersten „Do it yourself“-Fachmarkt in Merzig eröffnete. In den 1980er-Jahren betrieb man bereits zehn Standorte im Saarland und sechs in Rheinland-Pfalz. Es kamen mit hela-Autopark (1984), -Wohnexpress (1986), -Gartenmeister (1987) weitere Fachmarktlinien sowie 1987 in Bous das erste hela Profi-Zentrum hinzu. Das Profi-Zentrum war dabei nur rund 500 Meter vom 1982 eröffneten hela Baupark entfernt, das ab 1987 als erster Gartenmeister-Standort genutzt wurde. Ab 1986 wurden die IX-Märkte durch die größeren Accord-Märkte ersetzt. Mit der Eröffnung des hela Profi-Zentrums in Bettembourg eröffnete Distributa 1999 den ersten Standort im Ausland, im Inland konnte man, mit dem Markt in Künzelsau im April 2000 den 30. Baupark- und 25. Autoteilpark-Standort eröffnen. Im April 2002 betrieb die Unternehmensgruppe 24 hela Profi-Zentren, 32 Baupark-, 25 Gartenmeister-, 26 Autoteilepark- und 25 Wohnexpress-Standorte. Im Bereich der Lebensmittelversorgung war Distributa mit acht hela SB-Warenhäusern, einem Cash & Carry sowie 26 Accord-Verbrauchermärkten vertreten. Zu diesem Zeitpunkt hatte das Unternehmen mit seinen Tätigkeiten Betriebsstätte in Baden-Württemberg, Bayern, Rheinland-Pfalz, im Saarland, in Sachsen und Sachsen-Anhalt sowie in Luxemburg. Der Jahresumsatz zum Jubiläumsjahr 2003 belief sich zuletzt auf 655 Millionen Euro. Im Januar 2004 wurden die sieben hela SB-Warenhäuser an Kaufland veräußert.
Gabriele Immetsberger, die Enkelin des Gründers, war zusammen mit Christoph Leinen ab September 2006 Geschäftsführerin. Sie folgten Werner Diehl nach, der das Unternehmen mehr als dreißig Jahre geleitet hatte.

### Verkauf und Rückzug

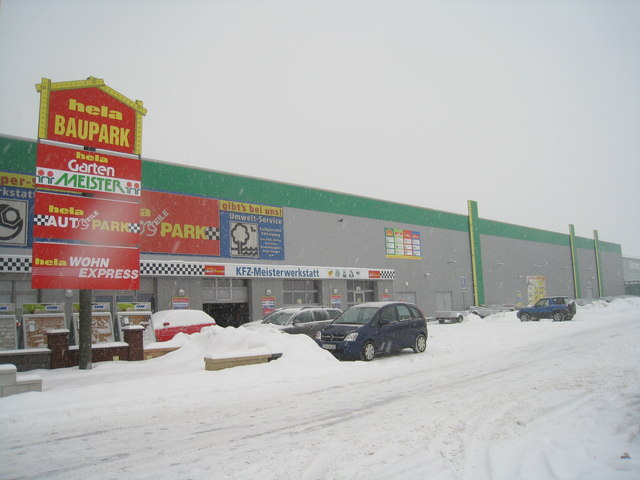
Der hela-Baupark in Hermeskeil im Dezember 2010, damals bereits Teil von Globus Fachmärkte

Im Juni 2007 wurde die komplette Lebensmittelsparte der Distributa, bestehend aus im Saarland und in Rheinland-Pfalz angesiedelten 29 modernen Accord-Supermärkten, einem Cash & Carry-Standort, einem über 7000 m² großen Lager sowie der Unternehmenszentrale in Saarlouis an die REWE Group veräußert. Die Lebensmittel-Vertriebslinie hatte mit knapp 2000 Mitarbeiter zuletzt einen Jahresumsatz von über 150 Millionen Euro erzielt.
Im Juli 2007 wurden die 33 hela-Fachmärkte der Distributa an die Globus Fachmärkte GmbH & Co. KG veräußert, darunter auch der am 13. September 2007 erst neueröffnete Markt im luxemburgischen Junglinster. Doch der Kauf war an einige Bedingungen verknüpft, die zunächst nicht eingehalten wurden. Dadurch hatte das Bundeskartellamt ein Entflechtungsverfahren eingeleitet. Globus Fachmärkte sollte vier der 33 hela Märkte an einen unabhängigen Mitbewerber verkaufen. Dies wurde jedoch missachtet, sodass das Bundeskartellamt damit drohte, den kompletten Kauf zu untersagen. Daraufhin hatte Globus Fachmärkte versucht, beim Oberlandesgericht Düsseldorf zu klagen, scheiterte aber Ende 2008. Mitte 2010 wurde das Entflechtungsverfahren eingestellt, da Globus Fachmärkte die besagten vier Märkte an den Mitbewerber Obi verkauft hat. Seit dem Verkauf der Lebensmittel- und der Fachmarktsparte ist die Unternehmensgruppe nicht mehr operativ als Handelsunternehmen tätig.